# Alexander Stangl
Alexander Stangl (* 26. Februar 1899 in Pöttsching; † 20. März 1946 in Eisenstadt) war ein österreichischer Politiker (SPÖ) und Metallarbeiter. Stangl vertrat die SPÖ von 1945 bis 1946 im Burgenländischen Landtag.

## Leben
Stangl wurde als Sohn des Fabrikarbeiters Michael Stangl aus Pöttsching geboren. Er besuchte die Volksschule in Pöttsching und war danach als Straßenarbeiter beschäftigt.
Stangl war verheiratet und starb 1946 bei einem Verkehrsunfall.

## Politik
Ab 1922 engagierte er sich als Funktionär bzw. Obmann der Sozialistischen Arbeiter-Jugend in Pöttsching und war ab 1924 Bezirksleiter. 1930 war er Gründungsmitglied der örtlichen Gruppe der Naturfreunde, zwischen 1931 und 1934 wirkte er als Ortsparteiobmann der Sozialdemokratischen Partei. Zudem war er ab 1933 Mitglied des Landesparteivorstandes. Nach dem Verbot der Sozialdemokratischen Partei war Stangl ab 1934 illegal politisch tätig und wurde 1934 für einige Monate in politische Haft genommen. 1935 wurde gegen ihn vom Kreisgericht Wiener Neustadt eine mehrjährige politische Haft verhängt. Er diente danach von 1939 bis 1945 im Zweiten Weltkrieg, wobei er in sowjetische Kriegsgefangenschaft geriet. Nach dem Zweiten Weltkrieg war Stangl von 1945 bis 1946 Erster Landesparteiobmann der SPÖ und zudem Mitglied des Bundesparteivorstandes. Er hatte zwischen 1945 und 1946 das Amt des Bürgermeisters von Pöttsching inne und vertrat die SPÖ zwischen dem 13. Dezember 1945 und dem 20. März 1946 im Burgenländischen Landtag.